# Fédération de la jeunesse révolutionnaire de Turquie
La Fédération de la jeunesse révolutionnaire de Turquie (Türkiye Devrimci Gençlik Federasyonu), plus connue sous l'acronyme de Jeunesse révolutionnaire (Devrimci Gençlik; DEV-GENÇ), est une organisation étudiante turque de gauche radicale, de tendance à la fois marxiste-léniniste et kémaliste. 
Si elle n'est fondée officiellement qu'en octobre 1969, elle existe en tant que mouvance activiste des « jeunes révolutionnaires » (« Devrimci gençler ») depuis 1965 et elle est recréée à plusieurs reprises jusqu'en 1980.

## Origines
L'origine de DEV-GENÇ est à rechercher dans le contexte des années 1960 en Turquie. Depuis 1961, où une nouvelle constitution a été proclamée, existe un parti socialiste en plein développement, le Parti des travailleurs de Turquie (TIP). Si celui-ci se présente avec prudence comme un parti social-démocrate modéré, il  attire dans ses rangs d’anciens cadres du parti communiste, des syndicalistes, de jeunes étudiants radicaux et même des militants kurdes, qui espèrent trouver ainsi un moyen de servir leur cause nationale. En 1965, les étudiants proches du TIP fondent une large association, la Fédération des clubs d'Idées (FKF), qui développe des sections dans toutes les universités du pays,. 

### Un bouillonnement intellectuel
Dans la mouvance du TIP se développe aussi un travail intellectuel, mené par des revues comme Yön (Direction). Celle-ci, sous la houlette de Doğan Avcıoğlu, se donne depuis 1961 pour objectif de « renouveler le kémalisme », en opérant une synthèse idéologique entre le marxisme et le nationalisme turc. La revue considère de ce point de vue que le coup d'Etat militaire de 1960 a été l’œuvre d'« officiers nationalistes et progressistes, soucieux de préserver l'indépendance du pays ».  
Un autre facteur déterminant est produit par un jugement rendu par la Cour constitutionnelle en février 1963. Si, par huit voix contre sept, la Cour rejette une demande d'abrogation des articles utilisés contre les communistes et contre les « séparatistes » kurdes, elle déclare qu' « étudier, enseigner, expliquer, publier et faire des recherches sur l'anarchisme et le communisme ne tombe pas sous le coup des peines prévues par ces lois ». Cette décision, en apparence anodine, va jouer le rôle d'un détonateur intellectuel dans la Turquie des années 1960. Immédiatement, les traducteurs, éditeurs et imprimeurs vont se mettre au travail à un rythme jusqu'alors inconnu dans le pays. Les « classiques du marxisme », mais aussi d'autres auteurs comme les grands romans de la littérature mondiale, jusque là connus uniquement de quelques rares intellectuels maîtrisant des langues étrangères, sont désormais traduits et publiés en turc. Notamment Marx, Engels, Lénine, Hegel, Staline, Mao, Castro, Ho Chi Minh, Nkrumah, Fanon, Guevara, Rosa Luxemburg, August Bebel, Brecht, Nazim Hikmet, Gorki, Cholokhov, Maïakovski, et Giap deviennent accessibles aux abords de tous les campus de Turquie,.

### L'influence de la «révolution nationale démocratique» de Mihri Belli
La FKF (Fédération des clubs d'Idées) est agitée par les débats qui se développent à l'intérieur du TIP. D'un côté, la ligne dominante du parti est légaliste. Elle prône une « révolution socialiste » à travers les urnes, qui doit cristalliser toutes les revendications sociales, démocratiques et nationales. L'entrée au parlement du TIP en 1965 renforce la position de cette tendance. 
Mais, parmi les étudiants, une deuxième tendance, animée au sein du TIP par Mihri Belli, devient de plus en plus populaire : la « révolution nationale démocratique ». Selon cette théorie, un pays comme la Turquie nécessite une révolution en deux étapes. La première étape, la « Révolution nationale démocratique » (Millî demokratik devrim) devrait être réalisée par un coup d'État militaire, sous la direction de « jeunes officiers ». La deuxième étape serait la « révolution prolétarienne », qui amènerait au pouvoir la « classe ouvrière ». Le partisans de Belli se font appeler les « révolutionnaires prolétariens ».

## Fondation effective
Les partisans de la ligne de la  « Révolution nationale démocratique » deviennent majoritaires dans la FKF. Les dirigeants du TIP, qui ont d'ailleurs exclu de leur parti les plus bruyants des partisans de Mihri Belli, sont inquiets de les voir désormais à la tête de leur organisation étudiante. Ils interviennent au congrès de la FKF de janvier 1969 pour les écarter des postes de direction. Mais ce sera peine perdue. Les 9 et 10 octobre 1969, lors d'un nouveau congrès, les « révolutionnaires prolétariens » se révèlent encore majoritaires. Ils proposent l'affranchissement total du parti et transforment la FKF en une nouvelle organisation : la Fédération de la jeunesse révolutionnaire. Ses présidents seront Ertuğrul Kürkçü et Bülent Uluer.

## Objectifs et ligne politique
Le nouveau mouvement s'enthousiasme dès le départ pour les guérillas latino-américaine et vietnamienne. Elle se réclame notamment de Mao, Che Guevara et Fidel Castro.
Suivant la théorie de  la « Révolution nationale démocratique » (Millî demokratik devrim), elle considère que la Turquie est un pays « colonisé par l'impérialisme ». Elle appelle donc toutes les forces patriotiques du peuple à la lutte contre « l’impérialisme » et pour l'indépendance. Elle souligne également le caractère non-démocratique et féodal de la Turquie, s’adressant plus particulièrement aux paysans et ouvriers.

### Actions
Dans les années 1967-1968, les « jeunes révolutionnaires », alors encore membres de la FKF, afin de protester contre l'« impérialisme américains » et de le désigner à la vindicte publique, développent diverses actions symboliques ciblant les soldats de la sixième flotte américaine en permission. Les premières actions consistes d'abord à leur voler leurs casquettes, à les éclabousser de peintures, à barbouiller de slogans les maisons closes dans lesquelles ils se rendent, puis à lacérer leurs uniformes. En juin 1967 et en juillet 1968, à Istanbul, des groupes de « jeunes révolutionnaires » vont jusqu'à les jeter dans la mer,.
DEV-GENÇ organise régulièrement des actions de boycott et d'occupation des Facultés dans les universités pour protester contre le système éducatif en place. Mais elle privilégie les actions symboliques, comme l'incendie de la voiture de l’ambassadeur américain Robert Komer, surnommé par les étudiants « le boucher du Vietnam », en 1969 durant sa visite au campus de l’université d’Ankara. Ils apportent aussi un soutien actif aux manifestations ouvrières du 15 et 16 juin 1970.

### Répression et escalade de la violence
Le mouvement va se retrouver de plus en plus confronté aux  interventions policières. Ainsi, le 25 juillet 1968, Vedat Demircioğlu, étudiant en droit à l’Université d’Istanbul décède des suites d'une blessure grave lors d’une descente des policiers dans le foyer étudiant de l’université faite le 18 juillet. 
Parallèlement à la répression policières, des heurts ont aussi lieu avec les militants de la droite radicale, organisés dans les Foyers idéalistes du Parti d'action nationaliste. Le 16 février 1969,  une action de protestation contre l’arrivée de la 6ème flotte américaine à Istanbul à la Place de Taksim avec la participation de plus de 10.000 personnes est attaquée par des militants de la droite radicale. L'affrontement fait deux morts et deux cents blessés. Ce jour reste connu comme le « dimanche sanglant » (Kanlı Pazar). 

### Infiltration
Un agent de la CIA, Aldrich Ames, est parvenu à infiltrer l'organisation et a établir la liste de la plupart des membres. Celui-ci avait soudoyé une amie et camarade d'études de Deniz Gezmiş. On peut noter que cet agent, plus tard, se mettra au service de l'Union soviétique. 

## Évolution et scissions
Dev Genc a été la matrice directe des nombreux petits groupes de guérilla urbaine ou rurale d'extrême gauche qui vont se développer en Turquie à partir de 1970, comme le THKP-C ou la THKO. 
Mais, de manière bien plus large, Dev.-Genç a constitué l'inspiration et la première expérience militante de nombreux activistes étudiants, qui vont marquer l'histoire de la Turquie. Beaucoup d'entre eux, comme Ulaş Bardakçı, Mahir Çayan, Yusuf Aslan, Deniz Gezmiş, Abdullah Ocalan, Cihan Alptekin ou Doğu Perincek vont rejoindre d'autres partis, mouvements ou organisations, comme Devrimci Yol, le Parti des travailleurs et des paysans de Turquie, parfois même le Parti républicain du peuple (CHP), ou le Parti des travailleurs du Kurdistan. Abdullah Ocalan lui-même a été militant de Dev-Genç.

### Les maoïstes
À la fin de l'année 1970, les militants communistes pro-chinois, mené par Doğu Perinçek, quittent Dev-Genç pour fonder le Parti révolutionnaire ouvrier et paysan de Turquie. Deux ans plus tard, une partie des militants de ce parti, les partisans d'Ibrahim Kaypakkaya (1949-1973), feront scission à leur tour pour fonder le TKP-ML/TIKKO, qui va suivre une stratégie d'établissement dans les provinces rurales pauvres du sud-est pour « organiser la révolution ».

### La THKO et le THKP-C
Le régime autoritaire de Nihat Erim mis en place par les militaires et la répression qui l’accompagne vont radicaliser certaines franges de Dev-Genç, qui passent alors à la violence armée. Les théories guévaristes du foco prennent dès lors le pas sur la propagande réformiste et accélèrent la radicalisation. Les militants favorables à la lutte armée se détachent alors de l’organisation et créent leur propre groupe. Tel est notamment le cas des leaders les plus connus de la période, Deniz Gezmiş (1947-1972) et Mahir Çayan (1946-1972), qui fondent respectivement la THKO (en avril 1971),  se réclamant du foco guévariste, et le THKP-C en 1970, proche des théories de Marighella sur la guérilla urbaine.

## Le coup d'État militaire de 1971
Après le coup d'État de 1971, 226 membres présumés de Dev-Genç sont déférés devant la Première Cour militaire d'Ankara, 1154 devant la Deuxième Cour militaire d'Istanbul et 34 devant la Cour militaire de Diyarbakır.
L'organisation a cependant continué d’exister quelque temps dans l’illégalité.

## Après 1971
En 1974, le gouvernement de coalition entre le CHP de Bülent Ecevit et le MSP (islamiste) promulgue une amnistie générale, dont profitent les prisonniers politiques. Ainsi, les détenus qui avaient été membres du Parti des travailleurs de Turquie, du THKO ou du Parti-Front de libération des peuples de Turquie retrouvent la liberté. Le TIP est refondé en 1975. D'autres créent des associations étudiantes comme IYÖD et ADYÖD (acronyme pour les associations étudiantes d’Istanbul et d’Ankara).
Le 1er novembre 1975, paraît la première édition du journal Emperyalizme ve Oligarşiye Karşı Devrimci Gençlik (Jeunesse révolutionnaire contre l’impérialisme et l’oligarchie). Son rédacteur en chef est Taner Akçam. Le journal est renommé dès 1976 Dev Genç.
Le 9 aout 1976 est fondée une Fédération des associations de jeunesse révolutionnaire en Turquie (TDGDF). Ses statuts sont approuvés malgré les obstacles posés par l’administration. Dans le même temps, une autre formation appelé « Tüm Dev-Genç », abrégée DGDF, est fondée à Ankara le 7 juin 1978 par 26 représentants du nouveau Dev-Genç. La DGDF se réclame des thèses du mouvement Devrimci Yol (Voie révolutionnaire).
Lors de la manifestation du 1er mai 1977 à Taksim, qui a été marquée par un massacre, la participation des membres du nouveau DEV-GENÇ s'est montée à 50 000 personnes. Selon Bülent Uluer, le secrétaire général de l’époque de TDGDF, « beaucoup de victimes étaient des nôtres. 15 de nos amis sont morts. C’était un plan de la CIA, mais ce n’est pas un début ni une fin. Pour résoudre ces incidents, il faut regarder d’un angle différent la situation. »
La Fédération des associations de jeunesse révolutionnaire en Turquie a eu des sections dans 60 à 70 villes de Turquie. Elle sera frappée de plein fouet par la répression suivant le coup d’État de 1980. L'organisation est interdite, ses membres sont arrêtés et torturés.

### Dev Yol
En 1977, un groupe de membres du Dev-Genç reconstitué va faire scission et fonder Voie révolutionnaire (Devrimci Yol), qui va devenir le mouvement de gauche le plus important et le plus influent des années 1978-1980, mais qui se retrouvera totalement décapitée après le coup d'Etat du 12 septembre 1980.

## Années 1990
Son nom fut utilisé pour réprimer des mouvements de contestation pacifique, comme celui du « gang avec des crayons », des étudiants sujets à des tortures policières et à une peine de 18 ans d’emprisonnements pour « appartenance à une organisation illégale » en 1996 pour avoir lancé une campagne pacifique pour un changement du système d’éducation[réf. nécessaire].